# Girls Girls Girls
A Girls Girls Girls, az amerikai Mötley Crüe 1987-ben megjelent negyedik nagylemeze. Az albumot 1986 novembere és 1987 márciusa között rögzítették, a Rumbo Recorders stúdiókban, és a  Conway Recording stúdiókban. Az albumon számtalan Mötley sláger található. Többek között a "Wild Side", a "Girls Girls Girls", a "Youre All I Need". Valamint található a lemezen egy Elvis Presley feldolgozás is, a "Jailhouse Rock".
A zenekar mindig is híres volt a folytonos vedelésről, és drogozásról. Azonban épp ebben az időben, ’86 – ’87 táján volt a legszeszélyesebb ezen a téren. Ez meg is látszik például a Girls Girls Girls videóklipjében, amely egy sztriptízbárban játszódik. Az album borítóján a zenekar négy tagja látható. Két oldalt ál Tommy Lee dobos (baloldalt), és Mick Mars gitáros (jobboldalt), míg Vince Neil énekes (jobbra), és Nikki Sixx basszusgitáros (balra) motorokon ülnek. A címadó dal videójában szintén láthatóak a motorok, amint a zenekar tagjai megérkeznek a bárhoz, és még utána is feltűnnek majd a klipben a járművek.

## Tartalma
1. "Wild Side" – 4:40 (Nikki Sixx, Tommy Lee, Vince Neil)
2. "Girls, Girls, Girls" – (Sixx, Lee, Mick Mars) - 4:30
3. "Dancing on Glass" – (Sixx, Mars) - 4:18
4. "Bad Boy Boogie" – (Sixx, Lee, Mars) - 3:27
5. "Nona" – (Sixx) - 1:27
6. "Five Years Dead" – (Sixx) - 3:50
7. "All in the Name of..." - (Sixx, Neil) - 3:39
8. "Sumthin' for Nuthin'" – (Sixx) - 4:41
9. "You're All I Need" – 4:33 - (Lee, Sixx)
10. "Jailhouse Rock" (Live) (Jerry Leiber, Mike Stoller) – 4:39

A 2003-as újrakiadáson található bónuszfelvételek:
1. "Girls, Girls, Girls" (mix)
2. "Wild Side" (rough mix of instrumental track) – 4:06
3. "Rodeo" (Unreleased track) – 4:14
4. "Nona" (Instrumental Demo Idea) – 2:42
5. "All in the Name of..." (live in Moscow) - 5:02
6. "Girls, Girls, Girls" )Multimedia Track)

## Közreműködők
- Vince Neil – ének
- Mick Mars – gitár
- Nikki Sixx – basszusgitár
- Tommy Lee – dobok